# رموز السعودية الوطنية
رُمُوز السّعُودية الوطنية هي الرُّمُوز التي تُستخدم في السعودية وفي الخَارِج لتمثِّل البلاد وشعبها. تتَّخِذ هذه الرُّموز أشكالًا مادية ومعنوية، وكل رمز منها يحمل دلالة ومعنى لتمثل الدولة وتميزها عن غيرها من الدول.

## رُمُوز وَطنيّة

### علم البلد

علم السُّعُودِيَّة.

يُعتبرُ العلم السّعُودي العلم الرَّسمِي للسّعُودية وهو علم مُستطيل الشَّكل عرضُه يساوي ثلثي طُوله، أرضيَّته خضراء وتتوسَّطه الشَّهادة (لا إله إلا الله محمد رسول الله) بخط الثلث وتحتها سيف عربي تتَّجهُ قبضتهُ نحو سارية العلم مرسُومة باللَّون الأبيض. اعتُمِد منذُ 15 مارس 1973.

### شِعَار البلد
يُعتبرُ شعار السعودية الشِّعَار الرَّسمِي للمملكة، ويُشار إليه أحيانًا بالسيفان والنخلة، اعتُمِدَ منذ عام 1950. يتألَّفُ الشِّعار من سيفين عربيين منحنيين متقاطعين تعلوهما نخلة، ويرمز السيفان للقوة والمنعة والتضحية، أما النَّخلة فترمز للحيوية والنماء والرخاء.

### النّشِيد الوَطني
النّشيد الوطني السَّعُودي هو النشيد الرسمي للسعودية منذ عام 1984، كتبهُ الشاعر السعودي إبراهيم خفاجي، ولحّنه المُوسيقار السَّعودي طارق عبد الحكيم 1947 على آلة البوق، ثُم قام المُوسيقار سراج عمر بتوزيع النَّشيد بالآلات النحاسية العسكرية.
يتألَّفُ النشيد الوطني من أربعة مقاطع كالآتي:

### اليوم الوَطني
تحتفلُ السَّعُودية بيومها الوطني في 23 سبتمبر (أيلول) من كل عام وذلك تخليدًا لذكرى توحيد المملكة على يد الملك عبد العزيز بن عبد الرحمن آل سعود، الذي أعلن توحيد المملكة عام 1351 هـ (1932م).

### عُملة البلد
يُعتبرُ الرِّيَّال السَّعُودي العُملة الرَّسميَّة في السعودية، والذي يُعادِل 3.75 دولار أمريكي. والريال مُرتبط بالدولار الأمريكي عند 3.75 ريالات منذ 1986.

## مَراجِع
1. ↑  الراية السعودية.. تغيرت الأزمنة واللون واحد نسخة محفوظة 16 ديسمبر 2019 على موقع واي باك مشين.
2. ↑  قصة شعار «سيفين ونخلة» صحيفة الرياض، 23 سبتمبر 2010. وصل لهذا المسار في 24 سبتمبر 2016 نسخة محفوظة 23 سبتمبر 2017 على موقع واي باك مشين.
3. ↑  إبراهيم خفاجي.. واضع النشيد الوطني السعودي الجزيرة نت. وصل لهذا المسار في 24 سبتمبر 2016 نسخة محفوظة 27 مارس 2019 على موقع واي باك مشين.
4. ↑  "A history of the Saudi national anthem". gulfnews.com (بالإنجليزية). Archived from the original on 2020-02-14. Retrieved 2019-02-08.
5. ↑  "Saudi Arabia marks national day with fireworks, and concerts". Muslim Global. مؤرشف من الأصل في 2018-09-13. اطلع عليه بتاريخ 2017-09-24.
6. ↑  "3 حروب أكدت حنكة السياسة النقدية السعودية في ربط الريال بالدولار". صحيفة الاقتصادية. 20 مايو 2017. مؤرشف من الأصل في 2019-04-23. اطلع عليه بتاريخ 2019-02-01.
7. ↑  الدمام، علي شهاب- (23 أكتوبر 2016). "لماذا يستمر ربط الريال بالدولار؟". Makkah. مؤرشف من الأصل في 2019-02-02. اطلع عليه بتاريخ 2019-02-01.